# Svájc az 1996. évi nyári olimpiai játékokon
Svájc az egyesült államokbeli Atlantában megrendezett 1996. évi nyári olimpiai játékok egyik részt vevő nemzete volt. Az országot az olimpián 17 sportágban 114 sportoló képviselte, akik összesen 7 érmet szereztek.

## Érmesek
| Érem  | Versenyző                                                               | Sportág      | Versenyszám                    |
| ----- | ----------------------------------------------------------------------- | ------------ | ------------------------------ |
| Arany | Xeno Müller                                                             | Evezés       | Férfi egypárevezős             |
| Arany | Markus Gier Michael Gier                                                | Evezés       | Férfi könnyűsúlyú kétpárevezős |
| Arany | Pascal Richard                                                          | Kerékpározás | Férfi egyéni mezőnyverseny     |
| Arany | Donghua Li                                                              | Torna        | Férfi lólengés                 |
| Ezüst | Thomas Frischknecht                                                     | Kerékpározás | Férfi terep-kerékpározás       |
| Ezüst | Daniela Baumer Sabine Eichenberger Ingrid Haralamow-Raimann Gabi Müller | Kajak-kenu   | Női kajak négyes 500 m         |
| Ezüst | Willi Melliger                                                          | Lovaglás     | Egyéni díjugratás              |

## Asztalitenisz
Női
| Versenyző   | Versenyszám | Csoportkör                                                                                      | Csoportkör | Nyolcaddöntő                                    | Negyeddöntő       | Elődöntő          | Döntő             | Helyezés |
| Versenyző   | Versenyszám | Ellenfél Eredmény                                                                               | Hely.      | Ellenfél Eredmény                               | Ellenfél Eredmény | Ellenfél Eredmény | Ellenfél Eredmény | Helyezés |
| ----------- | ----------- | ----------------------------------------------------------------------------------------------- | ---------- | ----------------------------------------------- | ----------------- | ----------------- | ----------------- | -------- |
| Dai-Yong Tu | Egyes       | P csoport · Bose Kaffo (NGR) · 2:0 · Emilia Elena Ciosu (ROU) · 2:1 · Lyanne Kosaka (BRA) · 2:0 | 1.         | Nicole Struse (GER) · 21–18, 9–21, 16–21, 17–21 | kiesett           | kiesett           | kiesett           | 9.       |

## Atlétika
Férfi
| Versenyző                                                 | Versenyszám     | Előfutam | Előfutam | Előfutam | Negyeddöntő | Negyeddöntő | Negyeddöntő | Elődöntő | Elődöntő | Elődöntő | Döntő   | Döntő    |
| Versenyző                                                 | Versenyszám     | Idő      | Hely.    | Össz.    | Idő         | Hely.       | Össz.       | Idő      | Hely.    | Össz.    | Idő     | Helyezés |
| --------------------------------------------------------- | --------------- | -------- | -------- | -------- | ----------- | ----------- | ----------- | -------- | -------- | -------- | ------- | -------- |
| Stefan Burkart                                            | 100 m           | 10,49    | 5.       | 53.*     | kiesett     | kiesett     | kiesett     | kiesett  | kiesett  | kiesett  | kiesett | kiesett  |
| Alain Reimann                                             | 200 m           | 20,99    | 4.       | 50.*     | kiesett     | kiesett     | kiesett     | kiesett  | kiesett  | kiesett  | kiesett | kiesett  |
| Matthias Rusterholz                                       | 400 m           | 45,92    | 4.       | 24.      | 45,72       | 7.          | 23.**       | kiesett  | kiesett  | kiesett  | kiesett | kiesett  |
| Laurent Clerc                                             | 400 m           | 46,42    | 5.       | 37.*     | kiesett     | kiesett     | kiesett     | kiesett  | kiesett  | kiesett  | kiesett | kiesett  |
| André Bucher                                              | 800 m           | 1:46,85  | 2.       | 19.      |             |             |             | 1:46,41  | 4.       | 11.*     | kiesett | kiesett  |
| Peter Philipp                                             | 1500 m          | 3:41,60  | 7.       | 29.      |             |             |             | kiesett  | kiesett  | kiesett  | kiesett | kiesett  |
| Marcel Schelbert                                          | 400 m gát       | 51,20    | 6.       | 46.*     |             |             |             | kiesett  | kiesett  | kiesett  | kiesett | kiesett  |
| Pascal Charrière                                          | 50 km gyaloglás |          |          |          |             |             |             |          |          |          | 4:10:20 | 31.      |
| Laurent Clerc Kevin Widmer Alain Rohr Matthias Rusterholz | 4 × 400 m váltó | 3:03,05  | 4.       | 10.      |             |             |             | 3:05,36  | 6.       | 13.      | kiesett | kiesett  |

| Versenyző     | Versenyszám | 100 m | 100 m | Távolugrás | Távolugrás | Súlylökés | Súlylökés | Magasugrás | Magasugrás | 400 m | 400 m | 110 m gát | 110 m gát | Diszkoszvetés | Diszkoszvetés | Rúdugrás | Rúdugrás | Gerelyhajítás | Gerelyhajítás | 1500 m  | 1500 m | Végeredmény | Végeredmény |
| Versenyző     | Versenyszám | Idő   | Pont  | Eredmény   | Pont       | Eredmény  | Pont      | Eredmény   | Pont       | Idő   | Pont  | Idő       | Pont      | Eredmény      | Pont          | Eredmény | Pont     | Eredmény      | Pont          | Idő     | Pont   | Pont        | Helyezés    |
| ------------- | ----------- | ----- | ----- | ---------- | ---------- | --------- | --------- | ---------- | ---------- | ----- | ----- | --------- | --------- | ------------- | ------------- | -------- | -------- | ------------- | ------------- | ------- | ------ | ----------- | ----------- |
| Philipp Huber | Tízpróba    | 11,06 | 847   | 715 cm     | 850        | 13,34 m   | 688       | 186 cm     | 679        | 48,72 | 875   | 15,08     | 840       | 43,32 m       | 732           | 460 cm   | 790      | 51,96 m       | 618           | 4:18,15 | 824    | 7743        | 28.         |

Női
| Versenyző               | Versenyszám | Előfutam      | Előfutam      | Előfutam      | Negyeddöntő | Negyeddöntő | Negyeddöntő | Elődöntő | Elődöntő | Elődöntő | Döntő    | Döntő    |
| Versenyző               | Versenyszám | Idő           | Hely.         | Össz.         | Idő         | Hely.       | Össz.       | Idő      | Hely.    | Össz.    | Idő      | Helyezés |
| ----------------------- | ----------- | ------------- | ------------- | ------------- | ----------- | ----------- | ----------- | -------- | -------- | -------- | -------- | -------- |
| Mireille Donders        | 100 m       | 11,67         | 6.            | 38.           | kiesett     | kiesett     | kiesett     | kiesett  | kiesett  | kiesett  | kiesett  | kiesett  |
| Mireille Donders        | 200 m       | 23,52         | 5.            | 35.           | kiesett     | kiesett     | kiesett     | kiesett  | kiesett  | kiesett  | kiesett  | kiesett  |
| Corinne Simasotchi      | 400 m       | 53,69         | 6.            | 40.           | kiesett     | kiesett     | kiesett     | kiesett  | kiesett  | kiesett  | kiesett  | kiesett  |
| Anita Weyermann         | 5000 m      | 15:19,91      | 4.            | 5.            |             |             |             |          |          |          | 15:44,40 | 14.      |
| Daria Nauer             | 10 000 m    | 33:56,95      | 16.           | 35.           |             |             |             |          |          |          | kiesett  | kiesett  |
| Ursula Jeitziner        | 10 000 m    | nem ért célba | nem ért célba | nem ért célba |             |             |             |          |          |          | kiesett  | kiesett  |
| Franziska Rochat-Moser  | Maraton     |               |               |               |             |             |             |          |          |          | 2:34:48  | 18.      |
| Nelly Glauser           | Maraton     |               |               |               |             |             |             |          |          |          | 2:37:19  | 34.      |
| Julie Rocheleau-Baumann | 100 m gát   | 12,86         | 1.            | 8.*           | 12,98       | 2.          | 18.         | 12,90    | 5.       | 12.      | kiesett  | kiesett  |
| Michèle Schenk          | 400 m gát   | 55,70         | 4.            | 13.           |             |             |             | 55,96    | 7.       | 15.      | kiesett  | kiesett  |
| Martina Stoop           | 400 m gát   | 56,32         | 6.            | 21.           |             |             |             | kiesett  | kiesett  | kiesett  | kiesett  | kiesett  |

| Versenyző         | Versenyszám | Selejtező | Selejtező | Döntő    | Döntő    |
| Versenyző         | Versenyszám | Eredmény  | Helyezés  | Eredmény | Helyezés |
| ----------------- | ----------- | --------- | --------- | -------- | -------- |
| Sieglinde Cadusch | Magasugrás  | 185 cm    | 20.***    | kiesett  | kiesett  |

| Versenyző       | Versenyszám | 100 m gát | 100 m gát | Magasugrás | Magasugrás | Súlylökés | Súlylökés | 200 m | 200 m | Távolugrás | Távolugrás | Gerelyhajítás | Gerelyhajítás | 800 m   | 800 m | Végeredmény | Végeredmény |
| Versenyző       | Versenyszám | Idő       | Pont      | Eredmény   | Pont       | Eredmény  | Pont      | Idő   | Pont  | Eredmény   | Pont       | Eredmény      | Pont          | Idő     | Pont  | Pont        | Helyezés    |
| --------------- | ----------- | --------- | --------- | ---------- | ---------- | --------- | --------- | ----- | ----- | ---------- | ---------- | ------------- | ------------- | ------- | ----- | ----------- | ----------- |
| Patricia Nadler | Hétpróba    | 13,81     | 1005      | 168 cm     | 830        | 12,34 m   | 684       | 24,88 | 898   | 582 cm     | 795        | 43,84 m       | 741           | 2:18,06 | 850   | 5803        | 23.         |

* - egy másik versenyzővel azonos eredményt ért el

*** - három másik versenyzővel azonos eredményt ért el

## Birkózás
Kötöttfogású
| Versenyző   | Versenyszám | 32-es főtábla                | Nyolcaddöntő      | Negyeddöntő       | Elődöntő          | Vigaszág 2. kör             | Vigaszág 3. kör              | Vigaszág 4. kör   | Vigaszág 5. kör   | Vigaszág 6. kör   | Bronz- mérkőzés   | Döntő             | Helyezés |
| Versenyző   | Versenyszám | Ellenfél Eredmény            | Ellenfél Eredmény | Ellenfél Eredmény | Ellenfél Eredmény | Ellenfél Eredmény           | Ellenfél Eredmény            | Ellenfél Eredmény | Ellenfél Eredmény | Ellenfél Eredmény | Ellenfél Eredmény | Ellenfél Eredmény | Helyezés |
| ----------- | ----------- | ---------------------------- | ----------------- | ----------------- | ----------------- | --------------------------- | ---------------------------- | ----------------- | ----------------- | ----------------- | ----------------- | ----------------- | -------- |
| Urs Bürgler | 100 kg      | Igor Grabovetchi (MDA) · 1–4 |                   |                   |                   | Mohamed Naouar (TUN) · 11–0 | Stipe Damjanović (CRO) · 3–6 | kiesett           | kiesett           | kiesett           | kiesett           |                   | 11.      |

Szabadfogású
| Versenyző     | Versenyszám | 32-es főtábla              | Nyolcaddöntő      | Negyeddöntő       | Elődöntő          | Vigaszág 2. kör          | Vigaszág 3. kör   | Vigaszág 4. kör   | Vigaszág 5. kör   | Vigaszág 6. kör   | Bronz- mérkőzés   | Döntő             | Helyezés |
| Versenyző     | Versenyszám | Ellenfél Eredmény          | Ellenfél Eredmény | Ellenfél Eredmény | Ellenfél Eredmény | Ellenfél Eredmény        | Ellenfél Eredmény | Ellenfél Eredmény | Ellenfél Eredmény | Ellenfél Eredmény | Ellenfél Eredmény | Ellenfél Eredmény | Helyezés |
| ------------- | ----------- | -------------------------- | ----------------- | ----------------- | ----------------- | ------------------------ | ----------------- | ----------------- | ----------------- | ----------------- | ----------------- | ----------------- | -------- |
| Martin Müller | 62 kg       | Szjarhej Szmal (BLR) · 0–6 |                   |                   |                   | Marty Calder (CAN) · 0–6 | kiesett           | kiesett           | kiesett           | kiesett           | kiesett           |                   | 20.      |

## Cselgáncs
Női
| Versenyző        | Versenyszám | Selejtező                  | Nyolcaddöntő      | Negyeddöntő       | Elődöntő          | Vigaszág első kör | Vigaszág negyeddöntő | Vigaszág elődöntő | Bronz- mérkőzés   | Döntő             | Helyezés |
| Versenyző        | Versenyszám | Ellenfél Eredmény          | Ellenfél Eredmény | Ellenfél Eredmény | Ellenfél Eredmény | Ellenfél Eredmény | Ellenfél Eredmény    | Ellenfél Eredmény | Ellenfél Eredmény | Ellenfél Eredmény | Helyezés |
| ---------------- | ----------- | -------------------------- | ----------------- | ----------------- | ----------------- | ----------------- | -------------------- | ----------------- | ----------------- | ----------------- | -------- |
| Isabelle Schmutz | Harmatsúly  | Marina Kovrigina (RUS) · V | kiesett           | kiesett           | kiesett           |                   |                      |                   |                   |                   | 18.      |

## Evezés
Férfi
| Versenyző                                                  | Versenyszám                          | Előfutam | Előfutam | Vigaszág | Vigaszág | Elődöntő | Elődöntő | Elődöntő | Döntő | Döntő   | Döntő | Helyezés |
| Versenyző                                                  | Versenyszám                          | Idő      | Hely.    | Idő      | Hely.    | Típus    | Idő      | Hely.    | Típus | Idő     | Hely. | Helyezés |
| ---------------------------------------------------------- | ------------------------------------ | -------- | -------- | -------- | -------- | -------- | -------- | -------- | ----- | ------- | ----- | -------- |
| Xeno Müller                                                | Egypárevezős                         | 7:26,75  | 1.       | erőnyerő | erőnyerő | A/B      | 7:10,07  | 1.       | A     | 6:44,85 | 1.    |          |
| René Benguerel Michael Erdlen Ueli Bodenmann Simon Stürm   | Négypárevezős                        | 6:08,37  | 2.       | erőnyerő | erőnyerő | A/B      | 5:59,63  | 3.       | A     | 6:04,52 | 5.    | 5.       |
| Markus Gier Michael Gier                                   | Könnyűsúlyú kétpárevezős             | 6:47,28  | 1.       | erőnyerő | erőnyerő | A/B      | 6:25,37  | 1.       | A     | 6:23,47 | 1.    |          |
| Michael Bänninger Mathias Binder Markus Feusi Nicolai Kern | Könnyűsúlyú kormányos nélküli négyes | 6:26,50  | 4.       | 6:04,38  | 3.       | A/B      | 6:20,98  | 6.       | B     | 6:05,92 | 5.    | 11.      |

## Kajak-kenu

### Síkvízi
Női
| Versenyző                                                               | Versenyszám        | Előfutam | Előfutam | Előfutam | Vigaszág | Vigaszág | Vigaszág | Elődöntő | Elődöntő | Elődöntő | Döntő    | Döntő    |
| Versenyző                                                               | Versenyszám        | Idő      | Hely.    | Össz.    | Idő      | Hely.    | Össz.    | Idő      | Hely.    | Össz.    | Idő      | Helyezés |
| ----------------------------------------------------------------------- | ------------------ | -------- | -------- | -------- | -------- | -------- | -------- | -------- | -------- | -------- | -------- | -------- |
| Ingrid Haralamow-Raimann                                                | Kajak egyes 500 m  | 1:58,520 | 5.       | 15.      | 1:57,891 | 1.       | 1.       | 1:50,830 | 4.       | 6.       | 1:50,875 | 8.       |
| Daniela Baumer Ingrid Haralamow-Raimann                                 | Kajak kettes 500 m | 1:45,764 | 2.       | 8.       | erőnyerő | erőnyerő | erőnyerő | 1:46,629 | 5.       | 10.      | kiesett  | kiesett  |
| Daniela Baumer Sabine Eichenberger Ingrid Haralamow-Raimann Gabi Müller | Kajak négyes 500 m | 1:40,197 | 2.       | 6.       |          |          |          | erőnyerő | erőnyerő | erőnyerő | 1:32,701 |          |

### Szlalom
| Versenyző              | Versenyszám       | Döntő    | Döntő    | Döntő    | Döntő    | Döntő         | Döntő         |
| Versenyző              | Versenyszám       | 1. futam | 1. futam | 2. futam | 2. futam | Jobb eredmény | Jobb eredmény |
| Versenyző              | Versenyszám       | Pont     | Hely.    | Pont     | Hely.    | Pont          | Helyezés      |
| ---------------------- | ----------------- | -------- | -------- | -------- | -------- | ------------- | ------------- |
| Peter Matti Ueli Matti | Férfi kenu kettes | 186,31   | 8.       | 173,67   | 8.       | 173,67        | 9.            |
| Sandra Friedli         | Női kajak egyes   | 177,90   | 6.       | 231,01   | 21.      | 177,90        | 13.           |
| Nagwa El Desouki       | Női kajak egyes   | 240,39   | 20.      | 235,68   | 22.      | 235,68        | 26.           |

## Kerékpározás

### Hegyi-kerékpározás
| Versenyző           | Versenyszám        | Idő                | Helyezés |
| ------------------- | ------------------ | ------------------ | -------- |
| Thomas Frischknecht | Férfi terepverseny | 2:20:14 (+0:02:36) |          |
| Beat Wabel          | Férfi terepverseny | 2:32:17 (+0:14:39) | 14.      |
| Daniela Gassmann    | Női terepverseny   | 1:59:11 (+0:08:20) | 12.      |
| Silvia Fürst        | Női terepverseny   | 2:03:04 (+0:12:13) | 16.      |

### Országúti kerékpározás
Férfi
| Versenyző           | Versenyszám   | Idő                | Helyezés |
| ------------------- | ------------- | ------------------ | -------- |
| Pascal Richard      | Mezőnyverseny | 4:53:56            |          |
| Beat Zberg          | Mezőnyverseny | 4:56:46 (+2:50)    | 52.      |
| Rolf Järmann        | Mezőnyverseny | 4:56:54 (+2:58)    | 105.     |
| Thomas Frischknecht | Mezőnyverseny | 4:57:04 (+3:08)    | 110.     |
| Alex Zülle          | Mezőnyverseny | 4:56:54 (+2:58)    | 104.     |
| Alex Zülle          | Időfutam      | 1:06:33 (+0:02:28) | 7.       |
| Tony Rominger       | Időfutam      | 1:06:05 (+0:02:00) | 5.       |

Női
| Versenyző      | Versenyszám   | Idő                | Helyezés |
| -------------- | ------------- | ------------------ | -------- |
| Barbara Heeb   | Mezőnyverseny | 2:37:06 (+0:53)    | 8.       |
| Yvonne Schnorf | Mezőnyverseny | 2:37:06 (+0:53)    | 13.      |
| Diana Rast     | Mezőnyverseny | 2:37:06 (+0:53)    | 15.      |
| Diana Rast     | Időfutam      | 0:39:28 (+0:02:48) | 15.      |

### Pálya-kerékpározás
Pontversenyek
| Név        | Versenyszám       | Pont | Körhátrány | Helyezés |
| ---------- | ----------------- | ---- | ---------- | -------- |
| Bruno Risi | Férfi pontverseny | 8    | -2         | 17.      |

## Kézilabda

### Férfi
| Svájci férfi kézilabdacsapat-játékoskeret                                                                      | Svájci férfi kézilabdacsapat-játékoskeret                                                        |
| --- | ------------------------------------------------------------------------------------------------ |
| - Carlos Lima - Christian Meisterhans - Daniel Spengler - Marc Baumgartner - Matthias Zumstein - Nick Christen | - René Barth - Robbie Kostadinovich - Rolf Dobler - Roman Brunner - Stefan Schärer - Urs Schärer |

#### Eredmények
Csoportkör
A csoport
| Csapat                 | M | Gy | D | V | G+  | G–  | Gk  | P  |
| ---------------------- | - | -- | - | - | --- | --- | --- | -- |
| Svédország (SWE)       | 5 | 5  | 0 | 0 | 131 | 94  | +37 | 10 |
| Horvátország (CRO)     | 5 | 4  | 0 | 1 | 132 | 122 | +10 | 8  |
| Oroszország (RUS)      | 5 | 3  | 0 | 2 | 137 | 106 | +31 | 6  |
| Svájc (SUI)            | 5 | 2  | 0 | 3 | 126 | 115 | +11 | 4  |
| Egyesült Államok (USA) | 5 | 1  | 0 | 4 | 111 | 142 | –31 | 2  |
| Kuvait (KUW)           | 5 | 0  | 0 | 5 | 100 | 158 | –58 | 0  |

| 1996. július 24. 14:30 | Horvátország (CRO) | 23–22   | Svájc (SUI)   | Játékvezetők: Valter Dancescu, Ion Mateescu (ROU) |
| 1996. július 24. 14:30 | Čavar 8            | (12–14) | Baumgartner 5 | Játékvezetők: Valter Dancescu, Ion Mateescu (ROU) |
| 1996. július 24. 14:30 |                    |         |               | Játékvezetők: Valter Dancescu, Ion Mateescu (ROU) |

| 1996. július 25. 14:30 | Svájc (SUI)   | 19–26  | Svédország (SWE) | Játékvezetők: Jean Pierre Moreno, Francois Garcia (FRA) |
| 1996. július 25. 14:30 | Baumgartner 5 | (8–14) | Hajas 6          | Játékvezetők: Jean Pierre Moreno, Francois Garcia (FRA) |
| 1996. július 25. 14:30 |               |        |                  | Játékvezetők: Jean Pierre Moreno, Francois Garcia (FRA) |

| 1996. július 27. 11:45 | Svájc (SUI)       | 33–16  | Kuvait (KUW) | Játékvezetők: Feliksas Gedvilas, Grigorij Guterman (LTU) |
| 1996. július 27. 11:45 | Spengler, Barth 6 | (18–8) | el-Ali 4     | Játékvezetők: Feliksas Gedvilas, Grigorij Guterman (LTU) |
| 1996. július 27. 11:45 |                   |        |              | Játékvezetők: Feliksas Gedvilas, Grigorij Guterman (LTU) |

| 1996. július 29. 20:45 | Egyesült Államok (USA) | 20–29  | Svájc (SUI)    | Játékvezetők: Hans Thomas, Jürgen Thomas (GER) |
| 1996. július 29. 20:45 | Heath 7                | (9–12) | Baumgartner 13 | Játékvezetők: Hans Thomas, Jürgen Thomas (GER) |
| 1996. július 29. 20:45 |                        |        |                | Játékvezetők: Hans Thomas, Jürgen Thomas (GER) |

| 1996. július 31. 11:45 | Oroszország (RUS) | 30–23   | Svájc (SUI) | Játékvezetők: Jean Pierre Moreno, Francois Garcia (FRA) |
| 1996. július 31. 11:45 | Kulesov 9         | (14–11) | Spengler 8  | Játékvezetők: Jean Pierre Moreno, Francois Garcia (FRA) |
| 1996. július 31. 11:45 |                   |         |             | Játékvezetők: Jean Pierre Moreno, Francois Garcia (FRA) |

A 7. helyért
| 1996. augusztus 2. 14:30 | Svájc (SUI) | 16–23   | Németország (GER)    | Játékvezetők: Per Elbrond, Kjeld Lovquist (DEN) |
| 1996. augusztus 2. 14:30 | Schärer 6   | (10–12) | Scheffler, Stephan 5 | Játékvezetők: Per Elbrond, Kjeld Lovquist (DEN) |
| 1996. augusztus 2. 14:30 |             |         |                      | Játékvezetők: Per Elbrond, Kjeld Lovquist (DEN) |

| Csapat      | Helyezés |
| ----------- | -------- |
| Svájc (SUI) | 8.       |

## Lovaglás
Díjlovaglás
| Versenyző                                                                   | Ló           | Versenyszám | 1. kör | 1. kör | 2. kör  | 2. kör  | 3. kör  | 3. kör  | Végeredmény | Végeredmény |
| Versenyző                                                                   | Ló           | Versenyszám | Pont   | Hely.  | Pont    | Hely.   | Pont    | Hely.   | Pont        | Helyezés    |
| --------------------------------------------------------------------------- | ------------ | ----------- | ------ | ------ | ------- | ------- | ------- | ------- | ----------- | ----------- |
| Christine Stückelberger                                                     | Aquamarin    | Egyéni      | 66,48  | 19.    | 68,09   | 17.     | kiesett | kiesett | 134,57      | 17.         |
| Hans Staub                                                                  | Dukaat       | Egyéni      | 65,12  | 27.    | kiesett | kiesett | kiesett | kiesett | kiesett     | kiesett     |
| Eva Senn                                                                    | Renzo        | Egyéni      | 64,12  | 33.    | kiesett | kiesett | kiesett | kiesett | kiesett     | kiesett     |
| Barbara von Grebel-Schiendorfer                                             | Ramar        | Egyéni      | 52,96  | 47.    | kiesett | kiesett | kiesett | kiesett | kiesett     | kiesett     |
| Christine Stückelberger Hans Staub Eva Senn Barbara von Grebel-Schiendorfer | lásd fentebb | Csapat      |        |        |         |         |         |         | 4893        | 6.          |

Díjugratás
| Versenyző                                       | Ló           | Versenyszám | Selejtező | Selejtező | Selejtező | Selejtező | Selejtező | Selejtező | Selejtező | Selejtező | Döntő   | Döntő   | Döntő  | Döntő  | Végeredmény | Végeredmény |
| Versenyző                                       | Ló           | Versenyszám | 1. kör    | 1. kör    | 2. kör    | 2. kör    | 2. kör    | 3. kör    | 3. kör    | 3. kör    | 1. kör  | 1. kör  | 2. kör | 2. kör | Végeredmény | Végeredmény |
| Versenyző                                       | Ló           | Versenyszám | Bünt.     | Hely.     | Bünt.     | Össz.     | Hely.     | Bünt.     | Össz.     | Hely.     | Bünt.   | Hely.   | Bünt.  | Hely.  | Bünt.       | Helyezés    |
| ----------------------------------------------- | ------------ | ----------- | --------- | --------- | --------- | --------- | --------- | --------- | --------- | --------- | ------- | ------- | ------ | ------ | ----------- | ----------- |
| Willi Melliger                                  | Calvaro V    | Egyéni      | 4,00      | 14.       | 12,00     | 16,00     | 38.       | 0,00      | 16,00     | 16.       | 4,00    | 2.***   |        |        | 4,00        | ***         |
| Urs Fäh                                         | Jeremia      | Egyéni      | 4,00      | 14.       | 4,00      | 8,00      | 9.        | 8,00      | 16,00     | 16.       | 4,00    | 5.****  |        |        | 4,00        | 5.****      |
| Beat Mändli                                     | City Banking | Egyéni      | 4,00      | 14.       | 8,00      | 12,00     | 22.       | 4,00      | 16,00     | 16.       | 8,00    | 11.**   |        |        | 8,00        | 11.**       |
| Markus Fuchs                                    | Adelfos      | Egyéni      | 31,25     | 76.       | 8,00      | 39,25     | 69.       | 16,00     | 55,25     | 65.       | kiesett | kiesett |        |        | kiesett     | kiesett     |
| Willi Melliger Beat Mändli Urs Fäh Markus Fuchs | lásd fentebb | Csapat      |           |           |           |           |           |           |           |           | 20,00   | 9.*     | 12,00  | 5.     | 32,00       | 6.          |

* - egy másik csapattal azonos eredményt ért el

** - öt másik versenyzővel azonos eredményt ért el

*** - hat másik versenyzővel azonos eredményt ért el, szétugrásban az 1. helyen végzett, így ezüstérmes lett

**** - hat másik versenyzővel azonos eredményt ért el, szétugrásban a 4. helyen végzett, így 5. lett
Lovastusa
| Versenyző                                 | Ló                                   | Versenyszám | Díjlovaglás | Díjlovaglás | Tereplovaglás | Tereplovaglás | Tereplovaglás | Díjugratás    | Díjugratás    | Végeredmény | Végeredmény |
| Versenyző                                 | Ló                                   | Versenyszám | Bünt.       | Hely.       | Bünt.         | Össz.         | Hely.         | Bünt.         | Hely.         | Bünt.       | Helyezés    |
| ----------------------------------------- | ------------------------------------ | ----------- | ----------- | ----------- | ------------- | ------------- | ------------- | ------------- | ------------- | ----------- | ----------- |
| Heinz Wehrli Christoph Meier Marius Marro | Ping Pong IV Hunter V Gai Jeannot Ch | Csapat      | 190,60      | 14.         | 352,40        | 543,00        | 10.           | nem ért célba | nem ért célba | 1317,50     | 10.         |

## Öttusa
| Versenyző        | Lövészet | Lövészet | Lövészet | Úszás   | Úszás | Úszás | Vívás    | Vívás | Vívás | Lovaglás | Lovaglás | Lovaglás | Lovaglás | Futás     | Futás | Futás | Összesen    | Összesen |
| Versenyző        | Pontszám | Pont     | Hely.    | Idő     | Pont  | Hely. | Eredmény | Pont  | Hely. | Idő      | Hibapont | Pont     | Hely.    | Idő       | Pont  | Hely. | Összes pont | Helyezés |
| ---------------- | -------- | -------- | -------- | ------- | ----- | ----- | -------- | ----- | ----- | -------- | -------- | -------- | -------- | --------- | ----- | ----- | ----------- | -------- |
| Philipp Waeffler | 185      | 1156     | 1.       | 3:29,44 | 1200  | 25.   | 8–23     | 570   | 32.   | 1:06,72  | 240      | 860      | 30.      | 14:19,717 | 988   | 28.   | 4774        | 29.      |

## Sportlövészet
Férfi
| Versenyző       | Versenyszám           | Selejtező | Selejtező | Döntő   | Döntő    |
| Versenyző       | Versenyszám           | Pont      | Helyezés  | Pont    | Helyezés |
| --------------- | --------------------- | --------- | --------- | ------- | -------- |
| Michel Ansermet | Gyorstüzelő pisztoly  | 583       | 12.***    | kiesett | kiesett  |
| Urs Tobler      | Gyorstüzelő pisztoly  | 583       | 12.***    | kiesett | kiesett  |
| Kurt Koch       | Sportpuska, fekvő     | 594       | 20.*****  | kiesett | kiesett  |
| Andi Zumbach    | Sportpuska, fekvő     | 593       | 26.***    | kiesett | kiesett  |
| Andi Zumbach    | Légpuska              | 584       | 28.*      | kiesett | kiesett  |
| Andi Zumbach    | Sportpuska, összetett | 1157      | 32.**     | kiesett | kiesett  |
| Xavier Bouvier  | Trap                  | 119       | 20.****** | kiesett | kiesett  |

Női
| Versenyző     | Versenyszám           | Selejtező | Selejtező | Döntő   | Döntő    |
| Versenyző     | Versenyszám           | Pont      | Helyezés  | Pont    | Helyezés |
| ------------- | --------------------- | --------- | --------- | ------- | -------- |
| Gaby Bühlmann | Légpuska              | 392       | 13.*****  | kiesett | kiesett  |
| Gaby Bühlmann | Sportpuska, összetett | 579       | 9.**      | kiesett | kiesett  |
| Sabina Fuchs  | Sportpuska, összetett | 574       | 22.***    | kiesett | kiesett  |
| Sabina Fuchs  | Légpuska              | 392       | 13.*****  | kiesett | kiesett  |

* - egy másik versenyzővel azonos eredményt ért el

** - két másik versenyzővel azonos eredményt ért el

*** - három másik versenyzővel azonos eredményt ért el

***** - öt másik versenyzővel azonos eredményt ért el

****** - tíz másik versenyzővel azonos eredményt ért el

## Tenisz
Férfi
| Versenyző   | Versenyszám | 64-es főtábla                 | 32-es főtábla                        | Nyolcaddöntő                           | Negyeddöntő       | Elődöntő          | Bronz- mérkőzés   | Döntő             | Helyezés |
| Versenyző   | Versenyszám | Ellenfél Eredmény             | Ellenfél Eredmény                    | Ellenfél Eredmény                      | Ellenfél Eredmény | Ellenfél Eredmény | Ellenfél Eredmény | Ellenfél Eredmény | Helyezés |
| ----------- | ----------- | ----------------------------- | ------------------------------------ | -------------------------------------- | ----------------- | ----------------- | ----------------- | ----------------- | -------- |
| Marc Rosset | Egyes       | Hicham Arazi (MAR) · 6–2, 6–3 | Frederik Fetterlein (DEN) · 7–6, 7–5 | Renzo Furlan (ITA) · 0–6, 2–4, feladta | kiesett           | kiesett           | kiesett           | kiesett           | 9.       |

Női
| Versenyző                     | Versenyszám | 64-es főtábla                      | 32-es főtábla                                                        | Nyolcaddöntő                                                         | Negyeddöntő                                                            | Elődöntő          | Bronz- mérkőzés   | Döntő             | Helyezés |
| Versenyző                     | Versenyszám | Ellenfél Eredmény                  | Ellenfél Eredmény                                                    | Ellenfél Eredmény                                                    | Ellenfél Eredmény                                                      | Ellenfél Eredmény | Ellenfél Eredmény | Ellenfél Eredmény | Helyezés |
| ----------------------------- | ----------- | ---------------------------------- | -------------------------------------------------------------------- | -------------------------------------------------------------------- | ---------------------------------------------------------------------- | ----------------- | ----------------- | ----------------- | -------- |
| Martina Hingis                | Egyes       | Joëlle Schad (DOM) · 6–0, 6–1      | Szugijama Ai (JPN) · 4–6, 4–6                                        | kiesett                                                              | kiesett                                                                | kiesett           | kiesett           | kiesett           | 17.      |
| Patty Schnyder                | Egyes       | Conchita Martínez (ESP) · 1–6, 2–6 | kiesett                                                              | kiesett                                                              | kiesett                                                                | kiesett           | kiesett           | kiesett           | 33.      |
| Martina Hingis Patty Schnyder | Páros       |                                    | Szlovákia (SVK) · Karina Habšudová · Radka Zrubáková · 3–6, 6–4, 6–2 | Belgium (BEL) · Sabine Appelmans · Laurence Courtois · 2–6, 6–1, 7–5 | Hollandia (NED) · Manon Bollegraf · Brenda Schultz-McCarthy · 4–6, 3–6 | kiesett           | kiesett           | kiesett           | 5.       |

## Tollaslabda
| Versenyző                | Versenyszám  | Selejtező                                 | 32-es főtábla                                          | Nyolcaddöntő      | Negyeddöntő       | Elődöntő          | Döntő             | Helyezés |
| Versenyző                | Versenyszám  | Ellenfél Eredmény                         | Ellenfél Eredmény                                      | Ellenfél Eredmény | Ellenfél Eredmény | Ellenfél Eredmény | Ellenfél Eredmény | Helyezés |
| ------------------------ | ------------ | ----------------------------------------- | ------------------------------------------------------ | ----------------- | ----------------- | ----------------- | ----------------- | -------- |
| Thomas Wapp              | Férfi egyes  | Mario Carulla (PER) · 15–8, 10–15, 15–11  | Iain Sydie (CAN) · 7–15, 7–15                          | kiesett           | kiesett           | kiesett           | kiesett           | 17.      |
| Santi Wibowo             | Női egyes    | Martine de Souza (MRI) · 11–7, 7–11, 11–3 | Mizui Jaszuko (JPN) · 4–11, 6–11                       | kiesett           | kiesett           | kiesett           | kiesett           | 17.      |
| Santi Wibowo Thomas Wapp | Vegyes páros |                                           | Kína (CHN) · Peng Xinyong · Chen Xingdong · 5–15, 2–15 | kiesett           | kiesett           | kiesett           | kiesett           | 17.      |

## Torna
Férfi
| Versenyző       | Versenyszám      | Selejtező | Selejtező | Döntő    | Döntő    |
| Versenyző       | Versenyszám      | Pontszám  | Helyezés  | Pontszám | Helyezés |
| --------------- | ---------------- | --------- | --------- | -------- | -------- |
| Donghua Li      | Talaj            | 18,300    | 76.       | kiesett  | kiesett  |
| Donghua Li      | Ugrás            | 18,425    | 83.       | kiesett  | kiesett  |
| Donghua Li      | Korlát           | 18,350    | 68.***    | kiesett  | kiesett  |
| Donghua Li      | Nyújtó           | 18,375    | 67.       | kiesett  | kiesett  |
| Donghua Li      | Gyűrű            | 17,275    | 92.       | kiesett  | kiesett  |
| Donghua Li      | Lólengés         | 19,487    | 3.        | 9,875    |          |
| Donghua Li      | Egyéni összetett | 110,212   | 48.*      | kiesett  | kiesett  |
| Michael Engeler | Talaj            | 17,500    | 88.       | kiesett  | kiesett  |
| Michael Engeler | Ugrás            | 18,662    | 69.**     | kiesett  | kiesett  |
| Michael Engeler | Korlát           | 18,625    | 46.**     | kiesett  | kiesett  |
| Michael Engeler | Nyújtó           | 18,625    | 55.*      | kiesett  | kiesett  |
| Michael Engeler | Gyűrű            | 18,150    | 81.**     | kiesett  | kiesett  |
| Michael Engeler | Lólengés         | 18,125    | 74.       | kiesett  | kiesett  |
| Michael Engeler | Egyéni összetett | 109,687   | 53.       | kiesett  | kiesett  |
| Erich Wanner    | Talaj            | 18,612    | 61.       | kiesett  | kiesett  |
| Erich Wanner    | Ugrás            | 18,662    | 69.**     | kiesett  | kiesett  |
| Erich Wanner    | Korlát           | 17,350    | 89.       | kiesett  | kiesett  |
| Erich Wanner    | Nyújtó           | 17,575    | 83.       | kiesett  | kiesett  |
| Erich Wanner    | Gyűrű            | 18,325    | 74.*      | kiesett  | kiesett  |
| Erich Wanner    | Lólengés         | 15,925    | 94.       | kiesett  | kiesett  |
| Erich Wanner    | Egyéni összetett | 106,449   | 60.       | kiesett  | kiesett  |

Női
| Versenyző             | Versenyszám      | Selejtező | Selejtező | Döntő    | Döntő    |
| Versenyző             | Versenyszám      | Pontszám  | Helyezés  | Pontszám | Helyezés |
| --------------------- | ---------------- | --------- | --------- | -------- | -------- |
| Pascale Grossenbacher | Talaj            | 18,487    | 74.**     | kiesett  | kiesett  |
| Pascale Grossenbacher | Ugrás            | 18,262    | 85.*      | kiesett  | kiesett  |
| Pascale Grossenbacher | Felemás korlát   | 18,600    | 62.*      | kiesett  | kiesett  |
| Pascale Grossenbacher | Gerenda          | 17,799    | 70.       | kiesett  | kiesett  |
| Pascale Grossenbacher | Egyéni összetett | 73,148    | 59.       | kiesett  | kiesett  |

* - egy másik versenyzővel azonos eredményt ért el

** - két másik versenyzővel azonos eredményt ért el

*** - három másik versenyzővel azonos eredményt ért el

## Úszás
Női
| Versenyző                                                      | Versenyszám          | Előfutam | Előfutam | Előfutam | Döntő   | Döntő   | Döntő   | Helyezés |
| Versenyző                                                      | Versenyszám          | Idő      | Hely.    | Össz.    | Típus   | Idő     | Hely.   | Helyezés |
| -------------------------------------------------------------- | -------------------- | -------- | -------- | -------- | ------- | ------- | ------- | -------- |
| Dominique Diezi                                                | 50 m gyors           | 26,57    | 1.       | 32.      | kiesett | kiesett | kiesett | kiesett  |
| Sandrine Paquier                                               | 100 m gyors          | 58,38    | 5.       | 36.      | kiesett | kiesett | kiesett | kiesett  |
| Chantal Strasser                                               | 200 m gyors          | 2:07,98  | 7.       | 38.      | kiesett | kiesett | kiesett | kiesett  |
| Chantal Strasser                                               | 400 m gyors          | 4:24,49  | 7.       | 35.      | kiesett | kiesett | kiesett | kiesett  |
| Dominique Diezi Sandrine Paquier Lara Preacco Nicole Zahnd     | 4 × 100 m gyorsváltó | 3:53,30  | 6.       | 17.      | kiesett | kiesett | kiesett | kiesett  |
| Dominique Diezi Sandrine Paquier Chantal Strasser Nicole Zahnd | 4 × 200 m gyorsváltó | 8:21,55  | 5.       | 16.      | kiesett | kiesett | kiesett | kiesett  |

## Vitorlázás
Férfi
| Versenyző                      | Versenyszám    | Futam | Futam | Futam | Futam | Futam | Futam | Futam | Futam | Futam | Futam | Futam | Pontszám | Helyezés |
| Versenyző                      | Versenyszám    | 1     | 2     | 3     | 4     | 5     | 6     | 7     | 8     | 9     | 10    | 11    | Pontszám | Helyezés |
| ------------------------------ | -------------- | ----- | ----- | ----- | ----- | ----- | ----- | ----- | ----- | ----- | ----- | ----- | -------- | -------- |
| Chris Rast Jean-Pierre Ziegert | 470-es osztály | 21    | 22    | 27    | 18    | 26    | (30)  | 27    | 21    | (29)  | 19    | 20    | 201,0    | 30.      |

Női
| Versenyző              | Versenyszám | Futam | Futam | Futam | Futam | Futam | Futam | Futam | Futam | Futam | Futam | Futam | Pontszám | Helyezés |
| Versenyző              | Versenyszám | 1     | 2     | 3     | 4     | 5     | 6     | 7     | 8     | 9     | 10    | 11    | Pontszám | Helyezés |
| ---------------------- | ----------- | ----- | ----- | ----- | ----- | ----- | ----- | ----- | ----- | ----- | ----- | ----- | -------- | -------- |
| Nicole Meylan-Levecque | Europe      | 14    | 5     | 21    | 11    | 13    | 11    | 9     | (25)  | (29*) | 3     | 13    | 100,0    | 15.      |

Nyílt
| Versenyző                         | Versenyszám | Futam | Futam | Futam | Futam | Futam | Futam | Futam | Futam | Futam | Futam | Futam | Pontszám | Helyezés |
| Versenyző                         | Versenyszám | 1     | 2     | 3     | 4     | 5     | 6     | 7     | 8     | 9     | 10    | 11    | Pontszám | Helyezés |
| --------------------------------- | ----------- | ----- | ----- | ----- | ----- | ----- | ----- | ----- | ----- | ----- | ----- | ----- | -------- | -------- |
| Patrick Thorens Stéphane Wohnlich | Tornádó     | 7     | 9     | (13)  | 11    | 10    | 1     | 11    | 7     | 10    | 11    | (13)  | 77,0     | 10.      |

* - nem ért célba

## Vívás
Férfi
| Versenyző       | Versenyszám       | Selejtező                 | 32-es főtábla                    | Nyolcaddöntő      | Negyeddöntő       | Elődöntő          | Bronz- mérkőzés   | Döntő             | Helyezés |
| Versenyző       | Versenyszám       | Ellenfél Eredmény         | Ellenfél Eredmény                | Ellenfél Eredmény | Ellenfél Eredmény | Ellenfél Eredmény | Ellenfél Eredmény | Ellenfél Eredmény | Helyezés |
| --------------- | ----------------- | ------------------------- | -------------------------------- | ----------------- | ----------------- | ----------------- | ----------------- | ----------------- | -------- |
| Nic Bürgin      | Párbajtőr, egyéni | erőnyerő                  | Alekszandr Beketov (RUS) · 12–15 | kiesett           | kiesett           | kiesett           | kiesett           | kiesett           | 21.      |
| Olivier Jacquet | Párbajtőr, egyéni | Tamir Bloom (USA) · 13–15 | kiesett                          | kiesett           | kiesett           | kiesett           | kiesett           | kiesett           | 34.      |

Női
| Versenyző                                        | Versenyszám       | Selejtező                 | 32-es főtábla                | Nyolcaddöntő                               | Negyeddöntő                                                          | Elődöntő                                                                       | Bronz- mérkőzés | Döntő             | Helyezés |
| Versenyző                                        | Versenyszám       | Ellenfél Eredmény         | Ellenfél Eredmény            | Ellenfél Eredmény                          | Ellenfél Eredmény                                                    | Ellenfél Eredmény                                                              | Ellenfél Eredmény | Ellenfél Eredmény | Helyezés |
| ------------------------------------------------ | ----------------- | ------------------------- | ---------------------------- | ------------------------------------------ | -------------------------------------------------------------------- | ------------------------------------------------------------------------------ | --- | ----------------- | -------- |
| Gianna Hablützel-Bürki                           | Párbajtőr, egyéni | erőnyerő                  | Mirayda García (CUB) · 15–11 | Valérie Barlois-Mevel-Leroux (FRA) · 14–15 | kiesett                                                              | kiesett                                                                        | kiesett | kiesett           | 11.      |
| Michèle Wolf                                     | Párbajtőr, egyéni | Leslie Marx (USA) · 14–15 | kiesett                      | kiesett                                    | kiesett                                                              | kiesett                                                                        | kiesett | kiesett           | 43.      |
| Sandra Kenel                                     | Párbajtőr, egyéni | Heidi Rohi (EST) · 14–15  | kiesett                      | kiesett                                    | kiesett                                                              | kiesett                                                                        | kiesett | kiesett           | 45.      |
| Gianna Hablützel-Bürki Michèle Wolf Sandra Kenel | Párbajtőr, csapat |                           |                              |                                            | Kuba (CUB) · Milagros Palma · Mirayda García · Tamara Esteri · 39–45 | A 9–11. helyért · Japán (JPN) · Tanaka Nanae · Kubo Noriko · Arai Júko · 45–44 | A 9. helyért · Dél-Korea (KOR) · Kim Hidzsong (Kim Hui-jeong) · Ko Dzsongdzson (Go Jeong-jeon) · I Gumnam (Lee Geum-nam) · 45–44 |                   | 9.       |